# 플리머스 알비온
플리머스 알비온 럭비 풋볼 클럽(Plymouth Albion Rugby Football Club)은 1875년 창단한 잉글랜드 플리머스의 프로 럭비 팀이다. 홈구장은 더 브릭필드스이며 현재 RFU 챔피언십(2부 리그)에 참가하고 있다.